# Felix Endrich
Felix Endrich   (Basilea, 5 de desembre de 1921 - Garmisch-Partenkirchen, 31 de gener de 1953) fou un pilot de bob suís que va competir en els anys posteriors a la Segona Guerra Mundial.
El 1948 va prendre part en els Jocs Olímpics d'Hivern de Sankt Moritz, on disputà les dues proves del programa de bob. Guanyà la medalla d'or en la prova de bobs a dos, formant equip amb Friedrich Waller, mentre en la del bobs a quatre fou quart. Quatre anys més tard, als Jocs d'Oslo, fou quart en les dues proves del programa de bob que disputà.
En el seu palmarès també destaquen quatre medalles al Campionat del món de bob, dues d'or, una de plata i una de bronze, entre 1947 i 1953. En aquest darrer campionat trobà la mort en patir un greu accident durant la disputa de la prova de bobs a 4.